# Angereds sporthall

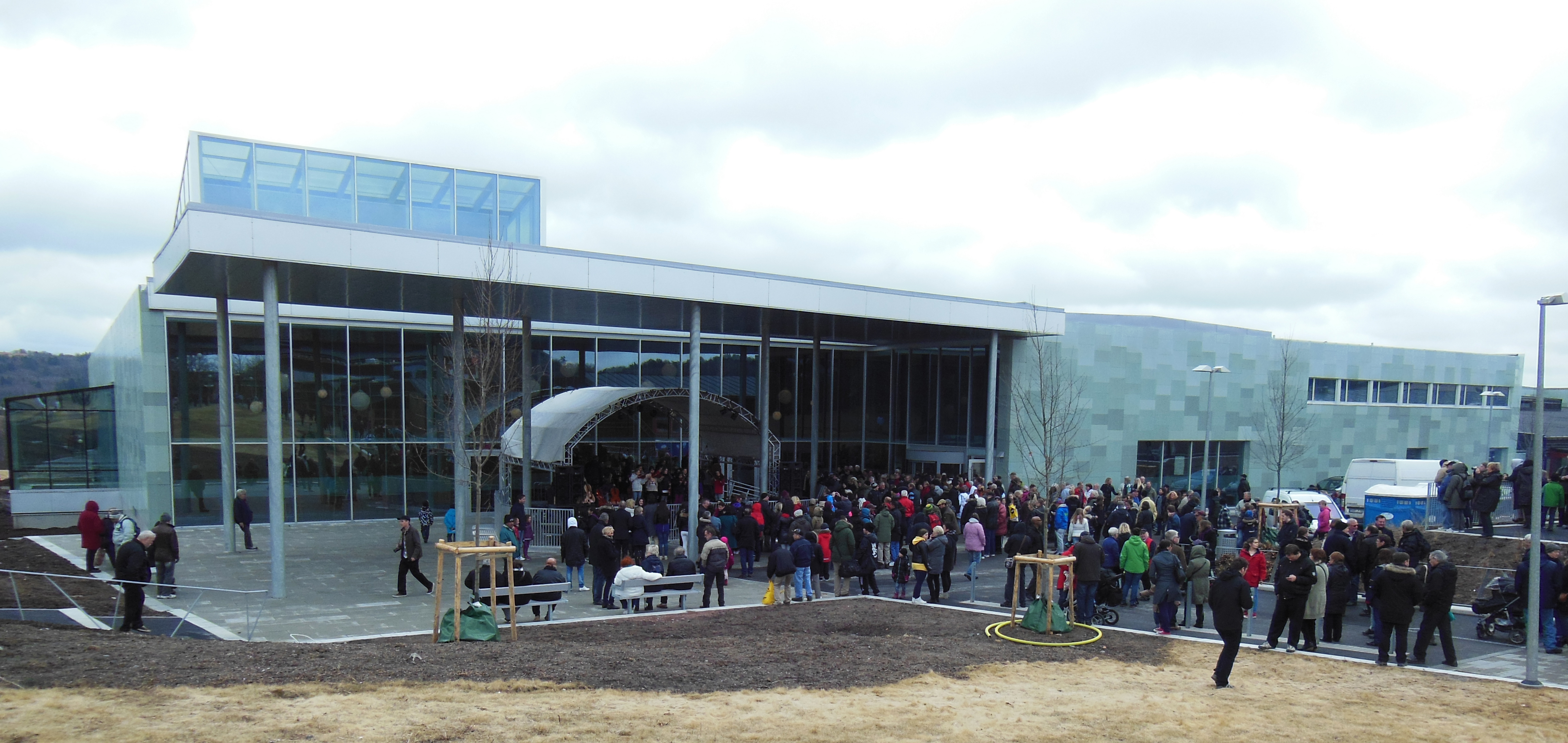
Angered arena vid invigningen 2013, med Angereds sporthall som skymtar fram längst till höger i bild.

Angereds sporthall är en idrottshall i stadsdelen Angered i Göteborg. Hallen ligger i anslutning till Angered arena (invigd 2013) och Angeredsvallen, vid Angereds Centrum. Hallen har en sittplatsläktare på ena sidan och har en total kapacitet på 400 personer. Den är hemmaplan för bland annat handbollsklubben GIK Wasaiterna och roller derby-laget Dock City Rollers.